# Wolmirsleben
Wolmirsleben è un comune di 1 362 abitanti situato nel land della Sassonia-Anhalt, in Germania, a circa 25 km da Magdeburgo.
Appartiene al circondario (Landkreis) del Salzland e fa parte della comunità amministrativa Egelner Mulde.